# Vanessa carye
Vanessa carye (denominada popularmente, em língua inglesa, de Western Painted Lady ou Four Eyed Lady e, em língua castelhana, de Mariposa Colorada) é uma borboleta neotropical da família Nymphalidae e subfamília Nymphalinae, encontrada na Colômbia. Equador, Peru, Bolívia, Paraguai, Uruguai, Chile e Brasil (do Paraná ao Rio Grande do Sul), até a região da Patagônia, na Argentina; também ocorrendo nas ilhas Galápagos, arquipélago Juan Fernández, ilha de Páscoa e arquipélago de Tuamotu. Foi classificada por Jakob Hübner, com a denominação de Hamadryas carye, em 1812.

## Descrição
Indivíduos desta espécie possuem as asas com envergadura de 5 centímetros, de contornos mais ou menos serrilhados e com tonalidades em laranja com desenhos marmoreados em marrom escuro a negro, vistos por cima; além de apresentar características manchas brancas, na parte superior das asas anteriores. Vistos por baixo, apresentam, principalmente, desenhos em laranja-rosado na parte central das asas anteriores e quatro ocelos, moderadamente visíveis, localizados em cada uma das asas posteriores e bem visíveis em sua face superior.

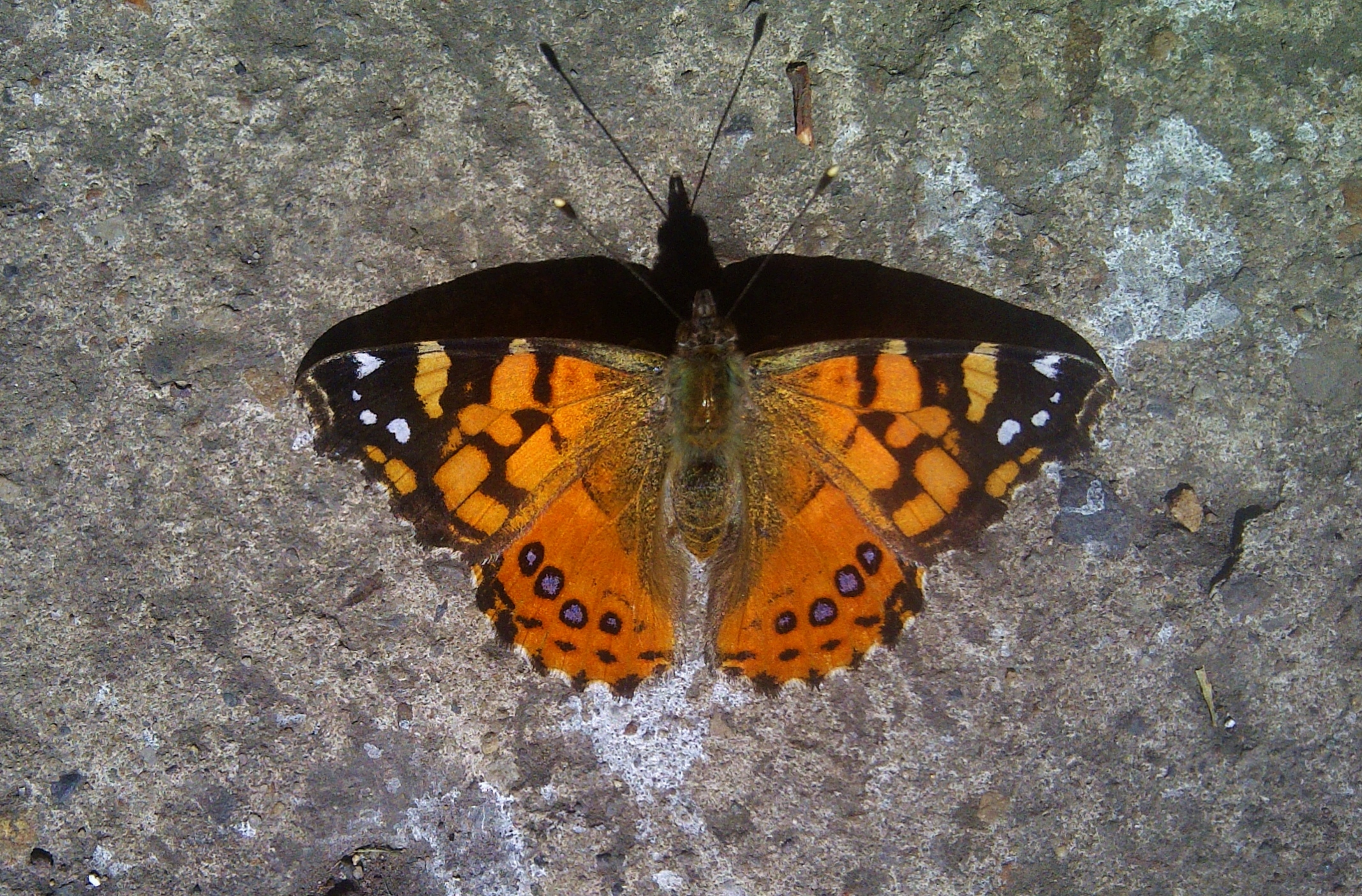
Fotografia de V. carye, vista superior.

## Hábitos
Esta espécie pode ser encontrada em altitudes de até cerca de 3.500 metros em uma série de habitats, incluindo cidades. Se alimentam de néctar floral.

## Vanessa caryeeVanessa braziliensis
Na Região Sul do Brasil, Vanessa carye difere de Vanessa braziliensis por apresentar, em vista superior, quatro manchas ocelares em cada asa posterior, enquanto esta última espécie só apresenta duas.